# Cretocephalus
Cretocephalus is een geslacht van wantsen uit de familie van de Aenictopecheidae. Het geslacht werd voor het eerst wetenschappelijk beschreven door Luo & Xie in 2022.

## Soorten
Het genus bevat de volgende soort:

- Cretocephalus stysi Luo & Xie, 2022